# Sloughi
Der Sloughi ist eine von der FCI anerkannte Hunderasse aus Nordafrika (FCI-Gruppe 10, Sektion 3, Standard Nr. 188).

## Herkunft und Geschichtliches
Die Hunderasse Sloughi ist eine sehr alte Windhunderasse aus Nordafrika, die zu den orientalischen Windhunden gerechnet wird. Hunde dieses Typs sind schon auf mehr als dreitausend Jahre alten ägyptischen Wandreliefs dargestellt. Noch ältere Zeugnisse von glatthaarigen, hängeohrigen Windhunden stammen aus der Blütezeit des mesopotamischen Reiches. Auch auf alten historischen Mosaiken Nordafrikas, aus der Zeit um Christi Geburt, wurden sandfarbene, schwarze und gestromte Windhunde bei der Jagd auf afrikanisches Wild dargestellt. Der Sloughi ist von seiner Tradition her der Jagdhund der Nomadenstämme Nordafrikas, der Berber und der Beduinen. Bedeutende Scheichs unterhielten große Sloughi-Zuchten. Die Sloughis wurden, begleitet von abgerichteten Falken, im Sattel vor den Reitern sitzend, mit auf die Jagd genommen. Nach Europa gelangten erste Berichte vom Sloughi durch die Entdecker und Reisenden, die mit Beginn des 19. Jahrhunderts die bis dahin verschlossene arabische Welt zu erforschen begannen.

## Rassebezeichnung und genetische Abgrenzung
Die europäischen Bezeichnungen für die eigenständigen Rassen Sloughi und Saluki rühren von den arabischen Worten Slughi (umgangssprachliches Arabisch) und Saluki (klassisches Arabisch) her. Sie bedeuten beide das gleiche, nämlich Windhund. Die Rassen werden im Arabischen mit einem Zusatz unterschieden, nämlich Slughi-moghrebi für die hier beschriebene Rasse Sloughi und Slughi-shami (befederter Saluki) bzw. Slughi-nedji (kurzhaariger Saluki).
Der Sloughi (Slughi-moghrebi= aus dem Maghreb stammender Windhund) stammt aus Marokko, Tunesien, Libyen und Algerien, wo er noch heute anzutreffen ist. Standard gebendes Land ist Marokko.
Obwohl Windhunde laut mtDNA-Studien alle zum selben Cluster geordnet werden, und sie sich genetisch wenig unterscheiden, gibt es charakteristische Unterschiede in der mtDNA zwischen den Windhunden aus dem westlichen Südwestasien (zu denen der Saluki gehört) und denen im östlichen Südwestasien (darunter Afghane und Taigan) oder in Nordafrika (Azawakh, Sloughi).

## Beschreibung
Der Sloughi ist ein typischer Windhund vom orientalischen Typ, der leicht gebaut ist und bis zu 72 cm groß wird. Sein Fell ist sehr kurz, dicht und fein. Alle Farbschattierungen von hell-sandfarben bis zu rot-sandfarben sind möglich, mit oder ohne schwarze Maske, mit oder ohne schwarzen Mantel, mit oder ohne schwarze Stromung, mit oder ohne schwarze Wolkung. Der Sloughi hat einen edel wirkenden Kopf mit hängenden oder leicht eingeschlagenen Ohren, einen langen Hals, eine stromlinienförmige Körperform mit exakter, gerader Linienführung und tiefer, geräumiger Brust. Die Bauchpartie ist dagegen stark aufgezogen. Dabei ist der Sloughi hochbeinig und steht auf kräftigen Füßen. Der Blick aus den schwarz umrandeten Augen verleiht ihm einen melancholischen Ausdruck.
Auffällig wie bei allen Windhunden ist der Gang: geschmeidig und leichtfüßig, die Schritte aus- und raumgreifend. Bei weiten Strecken bevorzugt er den eleganten Trab, beim Spurt geht er in den Galopp über.

## Wesen
Sloughis sind kraftvoll, zäh und robust und haben keine Probleme mit starken Temperaturschwankungen. Der Sloughi ist ein zärtlicher, anpassungsfähiger Hausgenosse. Er schließt sich dem Menschen sehr eng an und ist seinem Herrn treu. Zu Fremden verhält er sich, wie die meisten Windhunde, zurückhaltend. Sein Wesen wird als klug und edel beschrieben, seine Manieren als vornehm und stolz.

## Verwendung
Der Sloughi wird in seiner Heimat bei der Hasen- und Gazellenjagd eingesetzt. Sloughis fühlen sich bei ihrer Familie wohl und eignen sich deshalb als Begleit- und Familienhunde. 

## Krankheiten
Beim Sloughi tritt die erblich bedingte Progressive Retinaatrophie (PRA) auf. Es wurde ein rezessiver Erbgang nachgewiesen. Ein Gentest ist verfügbar.